# La leggenda di Cristalda e Pizzomunno
La leggenda di Cristalda e Pizzomunno è un singolo del cantautore italiano Max Gazzè, pubblicato il 6 febbraio 2018 come primo estratto dal decimo album in studio Alchemaya.
Il brano è stato presentato dall'artista in occasione della sua partecipazione al Festival di Sanremo 2018, dove si è classificato al 6º posto.

## Descrizione
Il titolo e il testo del brano fanno riferimento ad una leggenda popolare datata al XV secolo, che trae origine da un faraglione in calcare bianco chiamato Pizzomunno (dal dialetto: "pezzo di mondo"), situato a Vieste, nel Gargano (Puglia), e che ha come protagonisti due innamorati, il giovane pescatore Pizzomunno e una bellissima ragazza di nome Cristalda, che secondo la storia vivevano a Vieste quando la cittadina pugliese era ancora un piccolo borgo di pescatori. Il pescatore, seppur ammaliato dalle sirene quando usciva in mare ogni notte, si innamorò di Cristalda e, una volta ricambiato, le giurò eterna fedeltà. Le sirene, arrabbiate in quanto non riuscivano a farlo cedere, una notte emersero dal mare e trascinarono la fanciulla sul fondo del mare incatenandola; il giovane, devastato dall'ira e dal dolore, si pietrificò trasformandosi in faraglione. Sempre secondo il racconto, ogni cento anni, il 15 agosto, Cristalda riemerge dagli abissi mentre Pizzomunno ritorna in forma umana, ed i due tornano ad amarsi, per una notte soltanto.
Dal lato musicale si tratta di un brano pop influenzato dalle composizioni tipiche del madrigale e caratterizzato da un arrangiamento orchestrale.
Il 31 agosto 2018 Gazzè ha tenuto un concerto sulla spiaggia intorno al Pizzomunno, occasione in cui gli è stata conferita la cittadinanza onoraria di Vieste, in segno di riconoscenza per aver reso nota al grande pubblico la locale leggenda di Cristalda e Pizzomunno. L'anno seguente l'amministrazione comunale viestana ha fatto dipingere alcuni versi della canzone sulla scalinata che collega l'area del municipio alla parte alta della città, soprannominata "Scalinata dell'amore".

## Tracce
1. La leggenda di Cristalda e Pizzomunno – 3:50

## Classifiche
| Classifica (2018) | Posizione massima |
| ----------------- | ----------------- |
| Italia            | 20                |